# Wierzchowo (województwo pomorskie)
Wierzchowo (kaszub. Wierzchòwò, niem. do 1946 Firchau) – wieś w Polsce położona w województwie pomorskim, w powiecie człuchowskim, w gminie Człuchów.
| SIMC    | Nazwa | Rodzaj    |
| ------- | ----- | --------- |
| 0743244 | Łężek | część wsi |

Wieś jest siedzibą sołectwa, w którego skład wchodzi również miejscowość Mąkowo.
Wieś królewska starostwa człuchowskiego w województwie pomorskim w drugiej połowie XVI wieku. W latach 1945–54 siedziba gminy Wierzchowo.
W latach 1946–1950 miejscowość należała do województwa szczecińskiego, następnie od 1950 do 1975 do województwa koszalińskiego, a w okresie 1975–1998 do województwa słupskiego.

## Nazwa
W potocznym obiegu jest używana również nazwa Wierzchowo Człuchowskie (kaszb. Człëchòwsczé Wierzchòwò). Miejscowi potocznie określają miejscowość jako Wierzchowo-Wieś dla odróżnienia od leżącej nieopodal osady przy wierzchowskiej stacji kolejowej – Wierzchowa-Dworca.

## Historia
Pierwsze informacje o miejscowości pochodzą z 1372 roku, z dokumentu krzyżackiego, gdzie pojawia się nazwa Yirchow. Około 1546 roku w miejscowości zbudowano drewniany kościół pod wezwaniem św. Anny. Według informacji z roku 1563 należał on do parafii w Jęcznikach. W 1565 roku Wierzchowo posiadało 62 włóki i należało do Polski. Od roku 1772 miejscowość należała do państwa pruskiego. 
W 1813 roku duża część mieszkańców zmarła z powodu zarazy, którą przyniosły rozbite wojska napoleońskie wracające spod Moskwy. Po zakończeniu I wojny światowej Wierzchowo leżało na terenie Niemiec. W 1923 roku w miejscowości utworzono parafię, a w latach 1927–1930 wybudowano nowy kościół pod wezwaniem Matki Bożej Szkaplerznej. W czasie II wojny światowej wieś nie była istotnie zniszczona. 28 czerwca 1946 włączona do województwo szczecińskiego, następnie 6 lipca 1950 do województwa koszalińskiego, a 1 czerwca 1975 do województwa słupskiego.